# Najnowsze Dzieje Polski. Materiały i Studia z Okresu II Wojny Światowej
Najnowsze Dzieje Polski. Materiały i Studia z Okresu II Wojny Światowej – rocznik historyczny ukazujący się w latach 1957–1968 w Warszawie. Wydawcą był Instytut Historii PAN. Przewodniczącym komitetu redakcyjnego był Stanisław Okęcki. W roczniku publikowane były: artykuły naukowe, recenzje, materiały dotyczące z zakresu historii najnowszej. Od 1968 pismo zostało zastąpione przez „Dzieje Najnowsze”.